# 谢养惠
谢养惠（1934年5月—2020年2月13日），山东鄄城人，中国政治人物，贵州省人民政府原秘书长。

## 生平
1934年5月生于山东省鄄城县。1947年7月参加革命，在鄄城县人民银行工作。1948年7月至1949年3月，在冀鲁豫干部学校学习。1949年3月随军南下，在赣东北区党委工作。8月随军西进至贵州省。1950年至1975年，在遵义铁合金厂工作。1975年9月至1983年7月，历任贵州省冶金局副局长、局长。1983年7月至1988年1月，任中共六盘水市委书记。1988年1月至1993年5月，任贵州省人民政府秘书长、办公厅党组书记。1993年5月至2000年8月，任贵州省人民政府经济顾问，负责协助省长协调处理经济方面工作。2000年9月离休。曾任贵州省国际国内公共关系协会执行会长、贵州省工业经济联合会名誉主席、贵州省体制改革协会名誉会长等职。2020年2月13日在贵阳逝世，享年86岁。